# Układy republikańskie (1944)

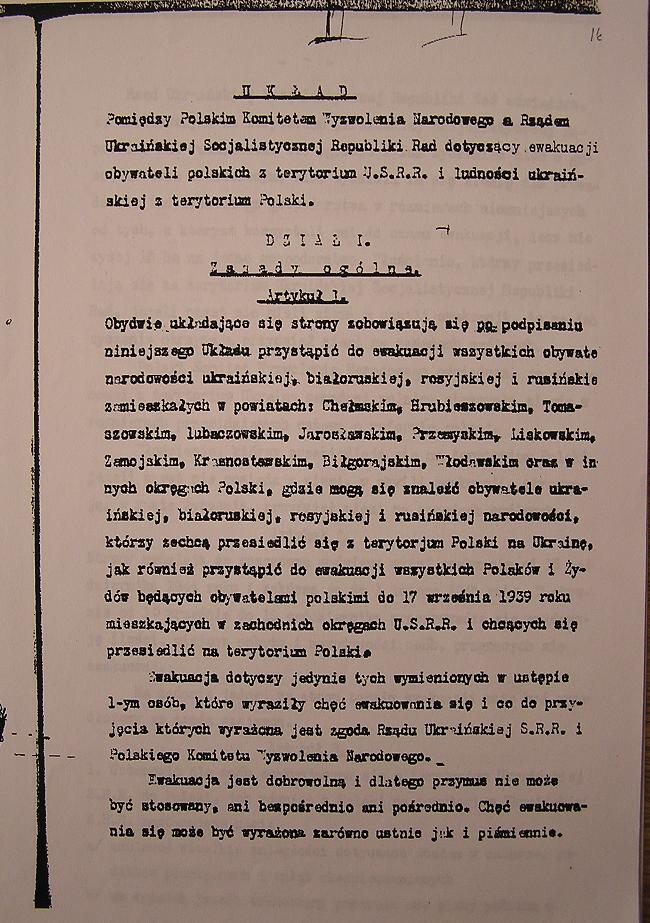
Pierwsza strona Układu polsko-ukraińskiego

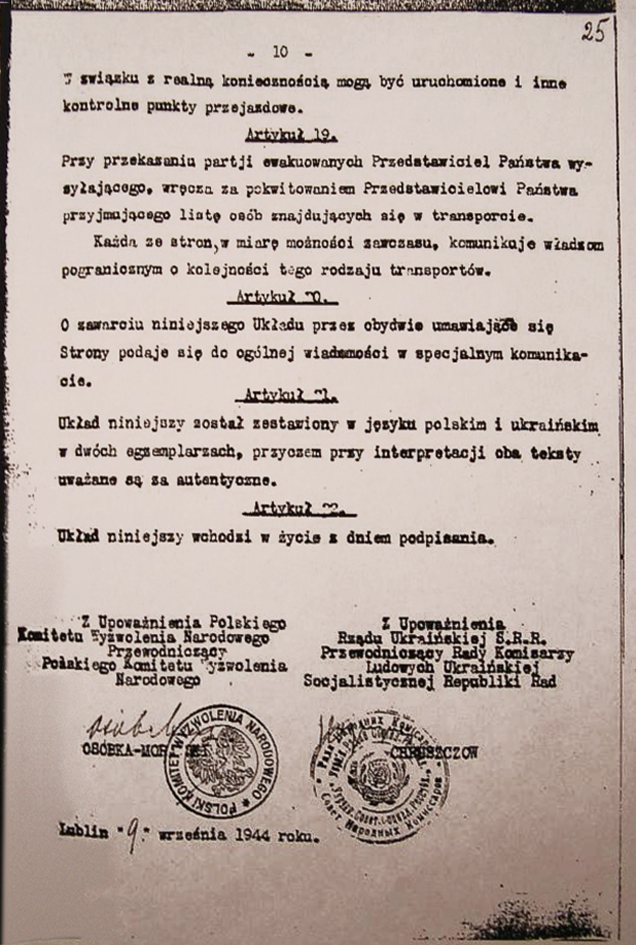
Ostatnia strona Układu polsko-ukraińskiego

Układy republikańskie – nazwa zbiorowa obejmująca łącznie trzy umowy międzynarodowe zawarte w 1944 przez Polski Komitet Wyzwolenia Narodowego z trzema republikami radzieckimi: Białoruską, Ukraińską i Litewską. Na mocy tych układów dokonano przymusowych wysiedleń osób narodowości polskiej i żydowskiej a posiadających polskie obywatelstwo z obszarów wschodnich Polski międzywojennej, które po II wojnie światowej weszły w skład ZSRR. Ludność litewską, białoruską, a przede wszystkim ukraińską przesiedlono do odpowiednich republik radzieckich.
Pełna nazwa tych umów, na przykładzie układu polsko-ukraińskiego to: Układ pomiędzy Polskim Komitetem Wyzwolenia Narodowego a Rządem Ukraińskiej Socjalistycznej Republiki Rad dotyczący ewakuacji obywateli polskich z terytorium U.S.R.R. i ludności ukraińskiej z terytorium Polski. Układy z Ukraińską SRR i Białoruską SRR zostały zawarte 9 września 1944, zaś układ z Litewską SRR 22 września 1944.
Układy te stanowiły następstwo „Porozumienia między PKWN a rządem ZSRR o polsko-radzieckiej granicy” podpisanego w dniu 27 lipca 1944 w Moskwie przez Edwarda Osóbkę-Morawskiego i Wiaczesława Mołotowa. Poprzedzały one „Umowę między Tymczasowym Rządem Jedności Narodowej RP a rządem ZSRR o prawie zmiany obywatelstwa radzieckiego osób narodowości polskiej i żydowskiej, mieszkających w ZSRR i ich ewakuacji do Polski i o prawie zmiany obywatelstwa polskiego osób narodowości rosyjskiej, ukraińskiej, białoruskiej, rusińskiej i litewskiej mieszkających w Polsce i ich ewakuacji do ZSRR” podpisanej w Moskwie 6 lipca 1945. Sankcjonowały one utratę polskich Kresów Wschodnich (zwanych też ziemiami zabużańskimi) na rzecz republik Związku Radzieckiego zanim decyzje formalnie zostały podjęte podczas konferencji pokojowej w Jałcie. Co prawda, wysiedlenia (zwana eufemistycznie „repatriacją” lub „ewakuacją”) według Układów z 1944 były dobrowolne, jednak w ówczesnej sytuacji politycznej, owa dobrowolność była iluzoryczna. Wysiedleńcy mogli zabrać ze sobą odzież, obuwie, bieliznę, pościel, żywność, sprzęty domowe, inwentarz, ale nie mogli zabrać gotówki i banknotów, złota, surowych kamieni szlachetnych, dzieł sztuki, aut, motocykli i mebli.
Za pozostawione „za Bugiem” mienie (tzw. mienie zabużańskie), zarówno ruchome, jak i nieruchome (domy, zabudowania gospodarcze, grunty itd.), polscy przesiedleńcy mieli uzyskać zwrot wartości od rządu polskiego.